# Gemma Gibbons
Gemma Gibbons (n. 6 ianuarie 1987, Londra, Anglia, Regatul Unit) este o sportivă ce a reprezentat Regatul Unit al Marii Britanii și al Irlandei de Nord, medaliată olimpică. A participat la o ediție a Jocurilor Olimpice (2012) în care a câștigat o medalie de argint.

## Participări
Lista de mai jos prezintă principalele competiții la care a participat Gemma Gibbons de-a lungul carierei.
- judo at the 2012 Summer Olympics – women's 78 kg[*]